# Titsgroep
De titsgroep {\displaystyle {}^{2}F_{4}(2)'} is een eindige en enkelvoudige groep van orde 17.971.200, die naar de wiskundige Jacques Tits uit Brussel is genoemd. Het is de afgeleide ondergroep van de getwiste Chevalley-groep {\displaystyle {}^{2}F_{4}(2)}. De titsgroep wordt in de classificatie van eindige enkelvoudige groepen soms als een groep van het Lie-type beschouwd, hoewel dit strikt genomen niet zo is. Daarom wordt de titsgroep door anderen soms als de 27ste sporadische groep gezien.
De presentatie van de titsgroep is:
{\displaystyle a^{2}=b^{3}=(ab)^{13}=[a,b]^{5}=[a,bab]^{4}=((ab)^{4}ab^{-1})^{6}=1},
waarin {\displaystyle [\ a,b\ ]} de commutator van {\displaystyle a} en {\displaystyle b} is. De groep heeft een uitwendig automorfisme dat ontstaat door {\displaystyle (a,b)} te laten werken op {\displaystyle (a,\ b(ba)^{5}b(ba)^{5})}.
- ATLAS: Exceptional group 2F4(2)', Tits group T.